# Херсон (аеропорт)
Міжнародний аеропорт «Херсон» (IATA: KHE, ICAO: UKOH) — аеропорт у селі Чорнобаївка поблизу Херсона. Головним оператором аеропорту було Комунальне підприємство Херсонської обласної ради «Херсонські авіалінії».
24 лютого 2022 російськими військами по аеропорту був нанесений ракетно-бомбовий удар. Надалі під час боїв у ході російського вторгнення в Україну аеропорт був вщент зруйнований.

## Характеристика
- PCN 30/R/C/X/T,

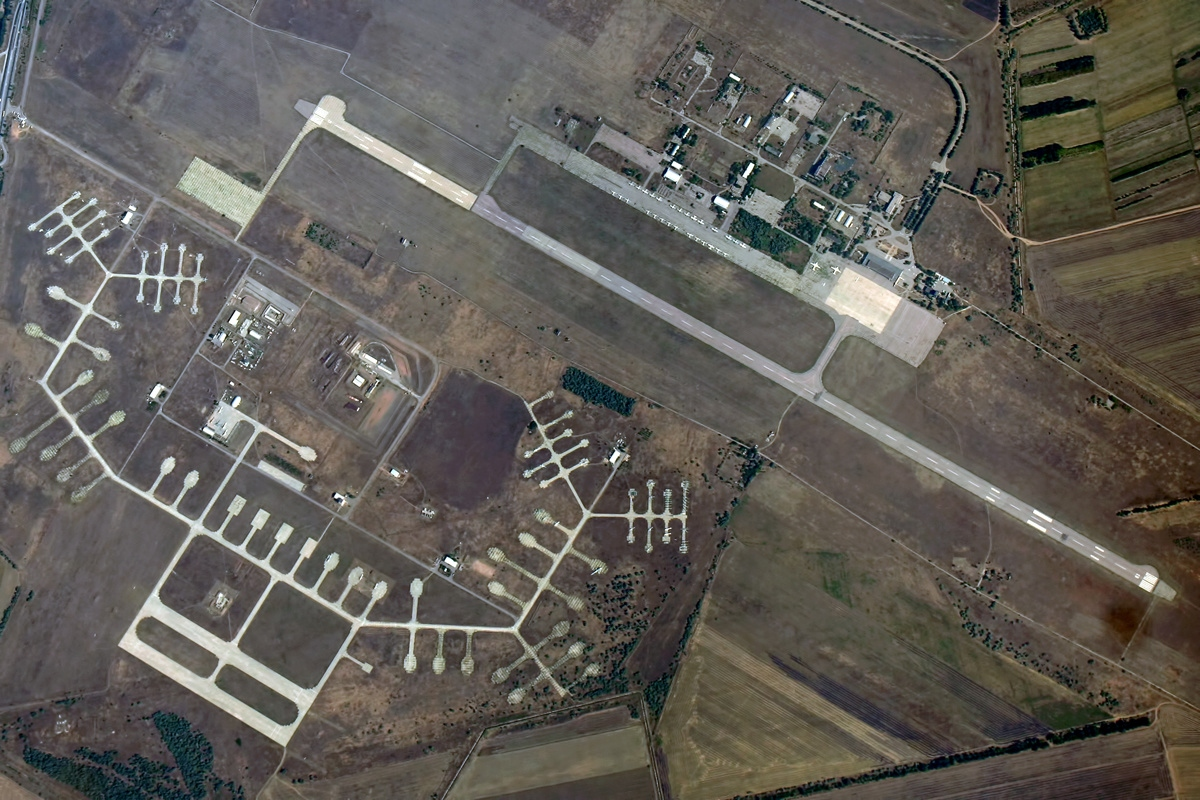
Вид на аеропорт з повітря

- Максимальна злітна маса НД 100 тонн
- ССО: ОМІ М-2 / 2
- Місцевий час (UTC): +2 / +3
- Режим роботи (UTC): літо — 06.00–15.00; зима — 05.00–14.00
- Прийнятні повітряні судна (ПС): Ту-154/134, B-737, Ан-12/24/26/140/148, Як-40/42, Іл-76/18, Мі-26, Мі-8, Л-410, вертольоти всіх типів

## Авіалінії та напрямки
| Авіакомпанія                   | Пункт призначення |
| ------------------------------ | ----------------- |
| Ryanair                        | Краків, Катовіце  |
| Turkish Airlines               | Стамбул-Аеропорт  |
| Ukraine International Airlines | Київ–Бориспіль    |
| Windrose Airlines              | Київ–Бориспіль    |

## Історія
У 1961 році аеропорт прийняв перший рейс літака Ан-24 з Києва.
З 1979 року аеропорт побудований поблизу села Чорнобаївка. В аеропорту було облаштовано митний пост, служби ветеринарного, карантинного та санітарного контролю.
У грудні 2006 року прокуратура Херсонської області опротестувала рішення обласної ради про створення ТОВ «Аеропорт-Херсон». До цього заступник голови обласної ради Херсона Геннадій Причина заявив, що Херсонський аеропорт отримав київське спеціалізоване підприємство «Титан». За словами Причини, рішення про передачу комунального підприємства «Аеропорт-Херсон» інвестору було ухвалене в липні 2005 року на XXIII сесії Херсонської обласної ради, у зв'язку з чим була створена конкурсна комісія.
Розпорядженням Кабінету Міністрів України від 5 березня 2008 року уряд оголосив про намір повернути у державну власність аеропорт «Херсон».
1 квітня 2008 року закінчився термін сертифікації аеропорту. 2 лютого 2012 його виключили з аеронавігаційного збірника.
До 2006 року аеропорт рейсів не приймав. У 2006 році отримав статус міжнародного, ставши тридцятим за рахунком міжнародним пунктом пропуску через державний кордон для повітряного сполучення.
Злітно-посадкова смуга аеропорту здатна приймати літаки різних типів — від Ан-2 до Boeing 737.
Урочиста церемонія відновлення діяльності міжнародного аеропорту «Херсон» відбулася 10 квітня 2013 року.
27 липня 2013 року авіакомпанія «Мотор Січ» виконала перший регулярний рейс за маршрутом Херсон — Москва — Херсон.
У липні 2013 року аеропорт «Херсон» включений до міжурядової угоди про повітряне сполучення між Україною та Туреччиною. Із цього моменту почалася підготовка запуску рейсу авіакомпанії «Турецькі авіалінії» за маршрутом Херсон — Стамбул — Херсон.
З 15 жовтня 2014 року розпочинається виконання рейсів до Стамбула авіакомпанією Turkish Airlines.
З 14 квітня 2017 року авіакомпанія МАУ розпочала виконання щоденних рейсів до аеропорту Київ-Бориспіль, а з 29 жовтня — двічі на день. Зазвичай рейси виконувалися літаками Embraer ERJ-145.
У 2018 році рейси до Стамбулу виконувалися двічі на добу[джерело?]. Рейси авіакомпанії МАУ до Київ-Бориспіль з 15 червня — тричі на день. Цього ж року керівництво аеропорту ініціювало перемовини з лов-кост авіакомпанією WizzAir про початок польотів. В підсумку, аеропорт Херсон у 2018 році відвідало рекордні понад 150 тисяч пасажирів, що на 41 % перевершило показник попереднього 2017 року. Зокрема пасажирів внутрішніх рейсів було прийнято й відправлено на 155 % більше, а міжнародних регулярних рейсів — на 7 % більше за попередній рік.
У 2018 році було висунуто пропозицію передати херсонський аеропорт у концесію. Що означає довірити його керування приватній особі. Навколо перезапуску аеропорту було багато скандалів та чуток. Саме ця подія і спонукала пропозицію передати аеродром у концесію. В надії, що зовнішній підрядник швидше розв’яже всі питання.
Херсонська конфесія партії “Наш край” перша обурилася проти такої витівки, заявивши, що це фактичне “вбивство” аеропорту. 
З грудня 2019 в Херсон заходить авіакомпанія «Ryanair» з рейсом до Кракова.

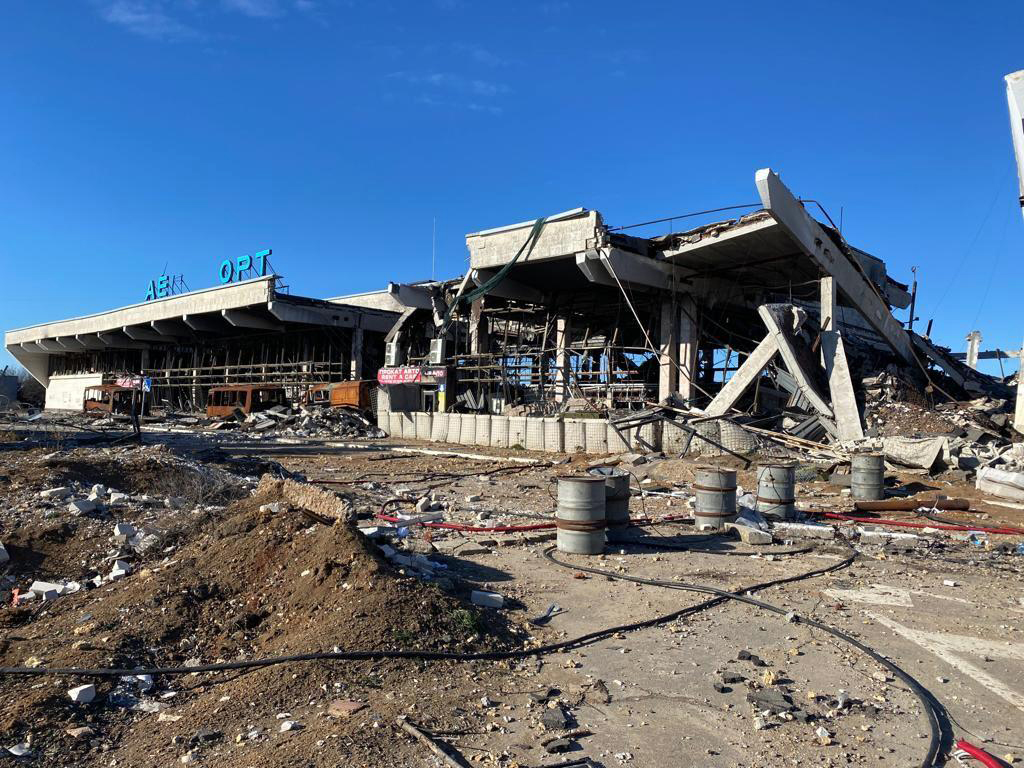
Руїни аеропорту

24 лютого 2022 російськими військами по аеропорту був нанесений ракетно-бомбовий удар. Надалі під час боїв у ході російського вторгнення в Україну аеропорт був вщент зруйнований.

## Реконструкція та розвиток
Згідно Державної цільової програми розвитку аеропортів на період до 2023 року [Архівовано 17 лютого 2018 у Wayback Machine.] заплановано виділення коштів в розмірі 1 169 290 000 грн.:
- розроблення документації щодо землеустрою для надання в установленому порядку земельних ділянок у постійне користування ― 600 000 грн. (інвестиції)
- розроблення технічних паспортів будівель та споруд ― 550 000 грн. (власні кошти)
- виготовлення проектної документації на виконання робіт з проведення капітального ремонту покриття злітно-посадкової смуги, руліжної доріжки та перону ― 600 000 грн. (Херсонська ОДА)
- реконструкція будівель та споруд аеропорту ― 114 млн грн. до 2023 р. (Укрінфрапроект, Херсонська ОДА, власні кошти)
- проведення капітального ремонту аварійно-рятувальної станції та пожежного депо, придбання спеціальних автотранспортних засобів ― 920 000 грн. (Херсонська ОДА)
- будівництво митного ліцензійного складу ― 65 млн грн. до 2023 р. (Херсонська ОДА)
- проведення капітального ремонту світлосигнальної системи злітно-посадкової смуги ― 42 млн грн. до 2023 р. (Укрінфрапроект, Херсонська ОДА)
- реконструкція мереж інструментального керування курсовим та глісадним радіомаяком «Херсон» ― 30 млн до 2023 р. (Укрінфрапроект)
- випробування та налаштування засобів посадки з обльотом літаком-лабораторією ― 10 млн до 2023 р. (Херсонська ОДА, власні кошти)
- реконструкція та встановлення освітлення привокзальної площі та території ― 520 000 грн. до 2023 р. (власні кошти)
- відновлення автопарку, придбання спеціальних автотранспортних засобів, приладів та іншого обладнання ― 9,74 млн грн. до 2023 р. (Херсонська ОДА, власні кошти)
- будівництво готелю з паркінгом ― 27 млн грн. до 2023 р. (власні кошти)
- придбання реагенту для антикригової обробки літаків та злітно-посадкової смуги, руліжної доріжки та перону, обладнання для проведення таких робіт ― 1,8 млн грн. до 2023 р. (Херсонська ОДА)
- придбання обладнання для обслуговування повітряних суден ― 102 млн грн. до 2023 р. (Укрінфрапроект, Херсонська ОДА)
- реконструкція мереж обслуговування метеорологічного обладнання ― 6 млн до 2023 р. (Укрінфрапроект, Херсонська ОДА)
- реконструкція радіонавігаційних споруд посадки ― 197,8 млн до 2023 р. (Укрінфрапроект, Херсонська ОДА)
- придбання обладнання для реєстрації, транспортування та контролю за багажем ― 11,3 млн до 2023 р.
- придбання обладнання для забезпечення авіаційної безпеки ― 52,6 млн до 2023 р. (Укрінфрапроект, Херсонська ОДА, власні кошти)
- придбання обладнання для транспортування пасажирів ― 50 млн грн. до 2023 р. (Укрінфрапроект, Херсонська ОДА)

## Статистика
Див. джерело запитів Вікіданих та джерела.
| Рік  | Пасажиропотік | %         | Загальний пасажиропотік по країні | %       | Частка Херсона |
| ---- | ------------- | --------- | --------------------------------- | ------- | -------------- |
| 2013 | 1200          |           |                                   |         |                |
| 2014 | 7900          | -         |                                   |         |                |
| 2015 | 61235         | ▲ 675.1 % |                                   |         |                |
| 2016 | 62557         | ▲ 2.2 %   |                                   |         |                |
| 2017 | 105900        | ▲ 69,44 % |                                   |         |                |
| 2018 | 150100        | ▲ 41,7 %  |                                   |         |                |
| 2019 | 154046        | ▲2.6 %    | 24336600                          | ▲18.5 % | 0,6 %          |

## Світлини

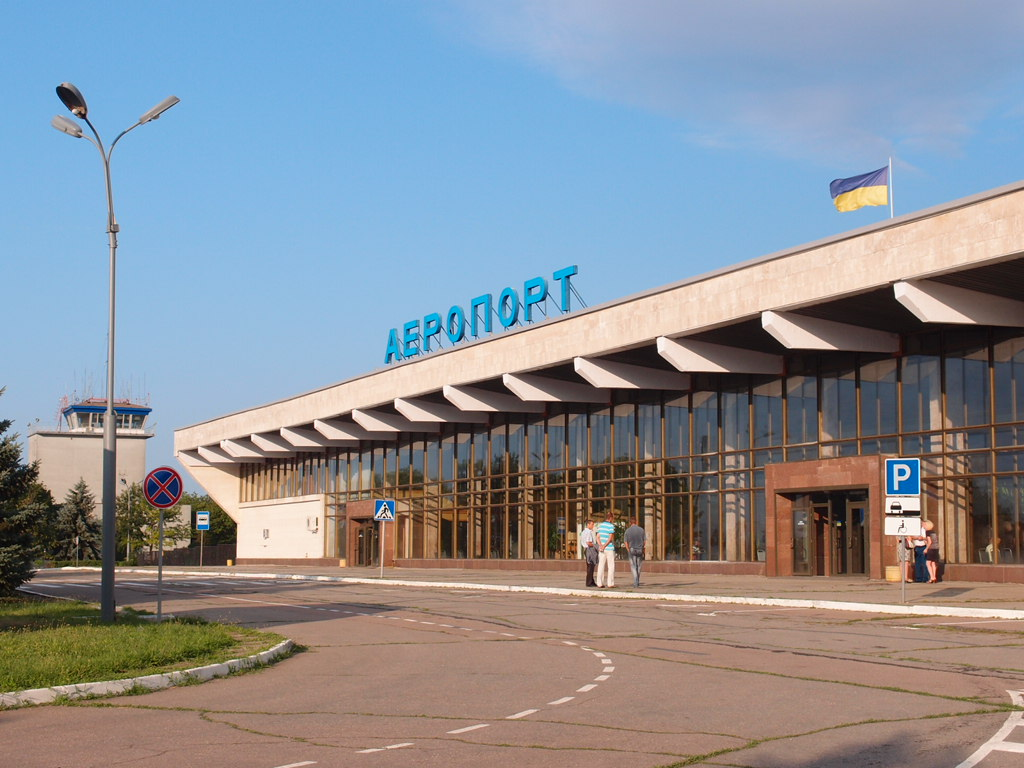
Будівля терміналу аеропорту
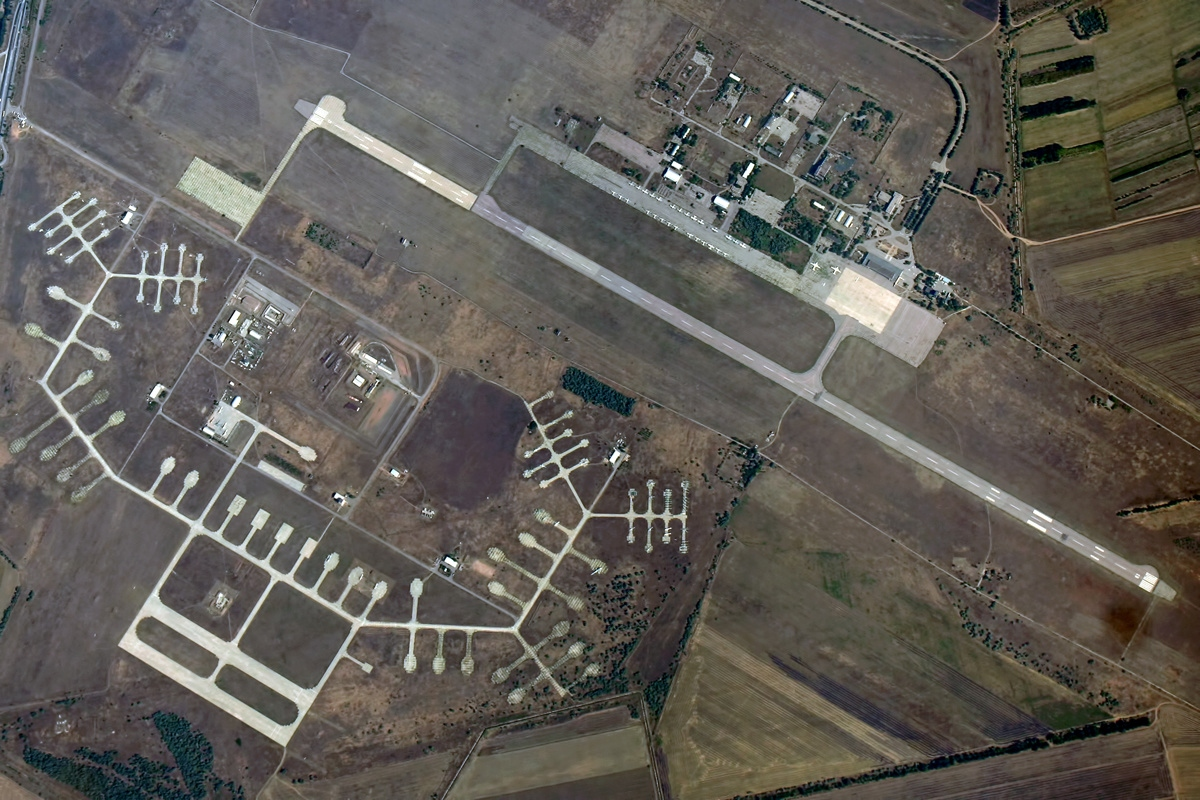
Вид на аеропорт з повітря
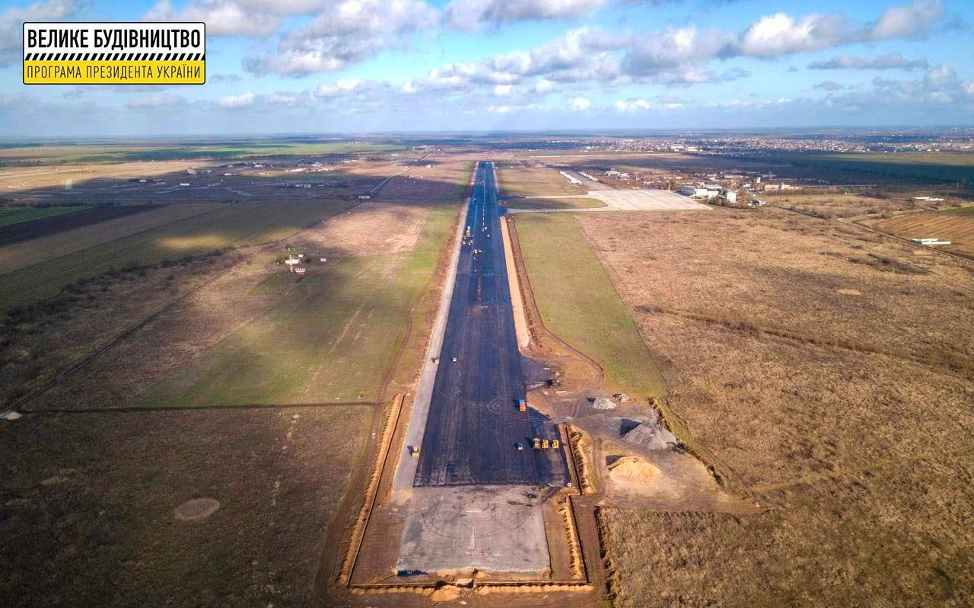
Реконструкція злітно-посадкової смуги аеропорту
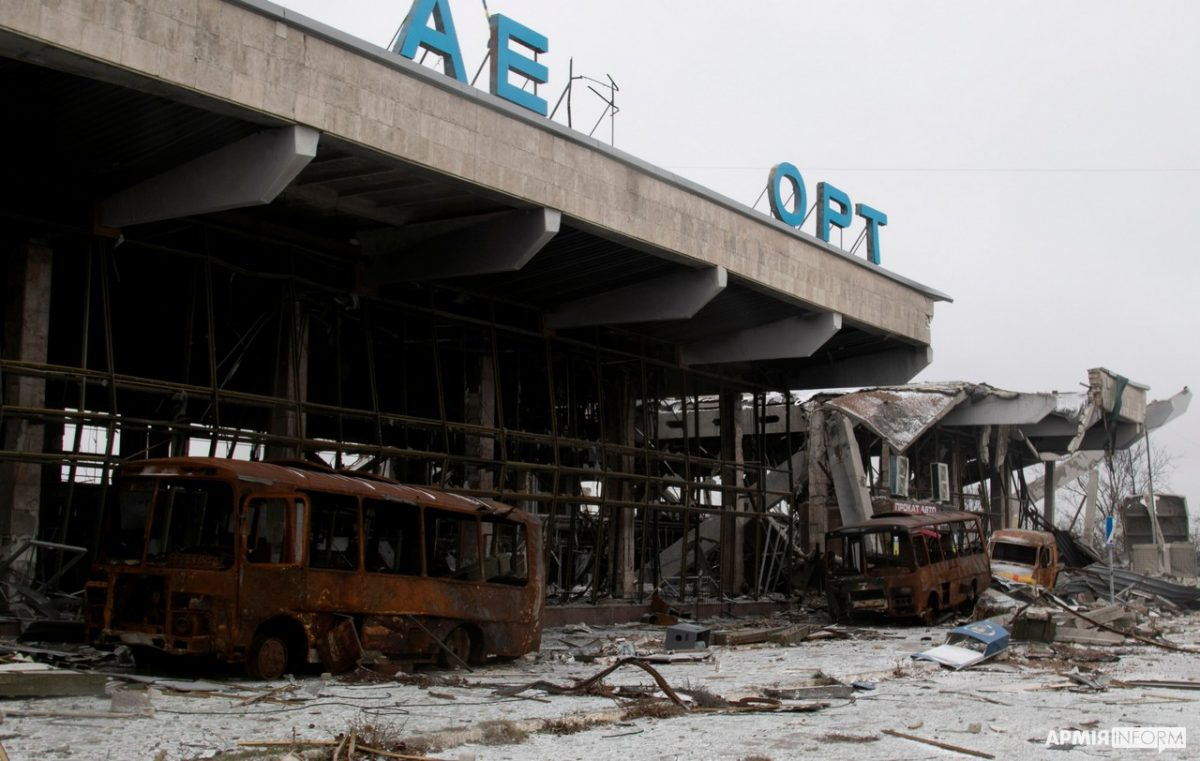
Зруйнований аеропорт
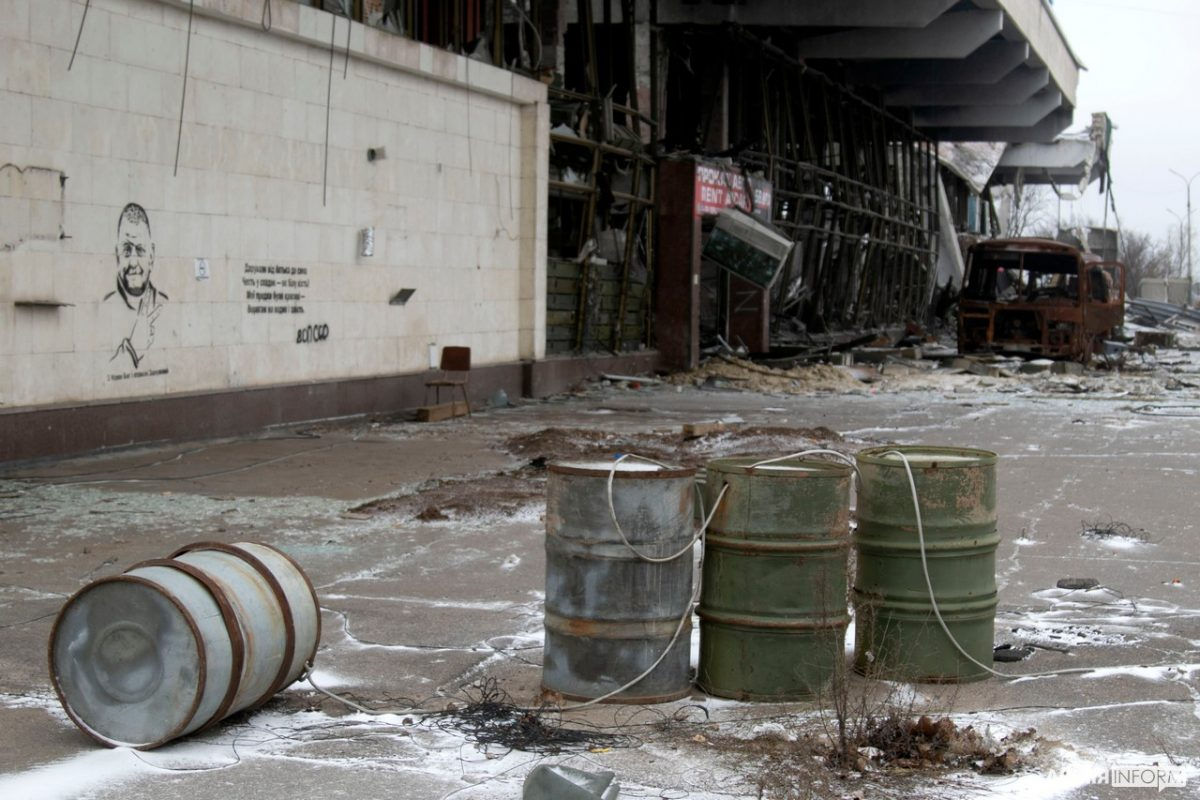
Зруйнований аеропорт
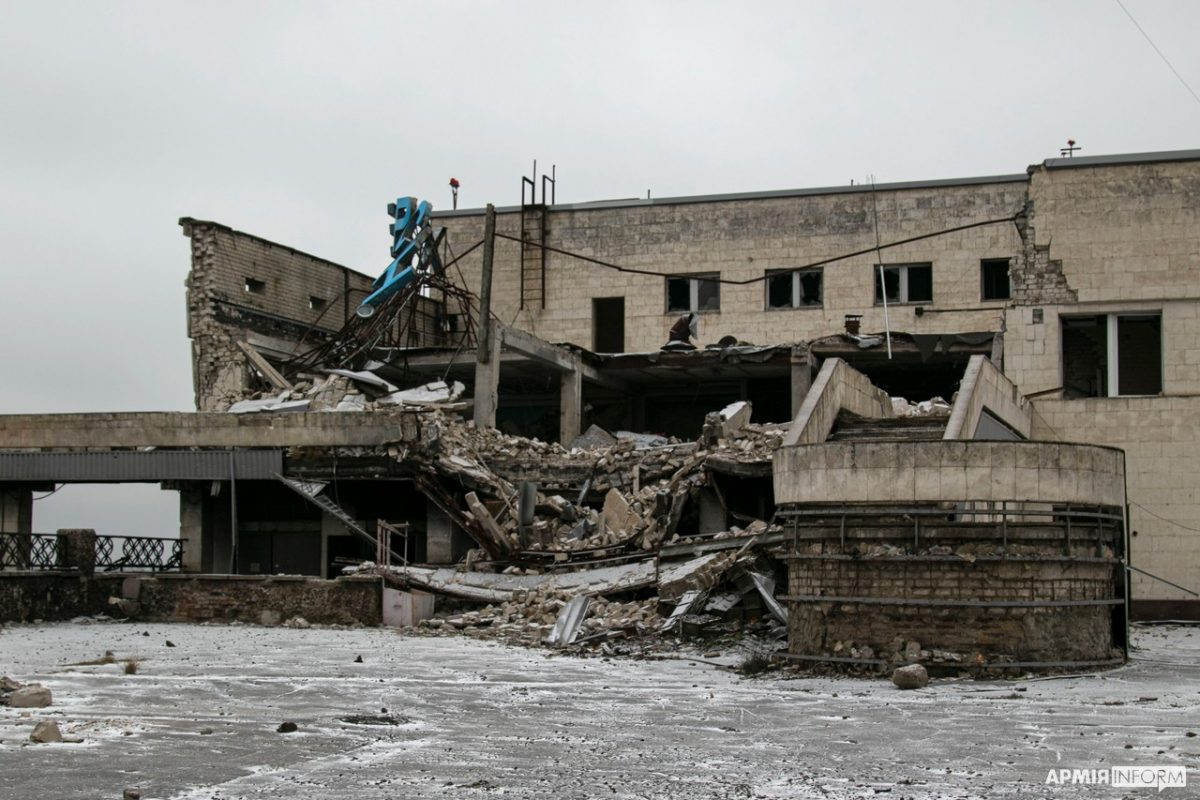
Зруйнований аеропорт